# (119070) 2001 KP77
(119070) 2001 KP77 является резонирующим (4:7 резонанс с Нептуном) транснептуновым объектом, расположенным в поясе Койпера. Он был открыт 23 мая 2001 года Марком У. Буи в Серро Тололо.

## Цвет
(119070) 2001 KP77 имеет сильное красное смещение цвета индекса BV. 19 апреля 2002 года (119070) 2001 KP77 установил рекорд для ТНО, его показатель BV составил 1,544. В видимой области спектра (119070) 2001 KP77 представляется оранжево-коричневым, в зависимости от его альбедо.

## Размеры
На основе абсолютной величины (Н) 6,93 (119070) 2001 KP77, по оценкам имеет диаметр в диапазоне 110—240 км.